# Ricardo Salazar
Ricardo Salazar Ahumada fue un fotógrafo mexicano reconocido por registrar la vida cultural, literaria, artística y callejera de México durante la segunda mitad del siglo XX.

## Primeros años
Salazar nació en la pequeña ciudad de Ameca, Jalisco, en 1922. Se mudó con sus padres de Ameca a Guadalajara cuando él tenía años y cursó sus primeros estudios en la capital jaliscense.

## Trayectoria
Trabajó en el estudio de fotografía de Silverio Orozco en Guadalajara. A la edad de veinticinco años, abrió su propio estudio fotográfico en Guadalajara, donde empezó a hacer trabajos fotográficos sencillos, como de cédulas de identidad, de pasaporte, bodas, bebés y aniversarios.
Se trasladó a la Ciudad de México en 1953, donde conoció a Jaime García Terrés, quien era el director de la Dirección de Difusión Cultural  de la UNAM; ahí comenzó a trabajar en la Revista de la Universidad de México. Fue fotógrafo de la Orquesta Filarmónica, en la Dirección General de la Escuela Nacional Preparatoria y en Radio Universidad. También trabajó en la Escuela Nacional de Arquitectura y en la Secretaría del Trabajo y Previsión Social.
En parallel a su trabajo registrando la vida cultural y artística de la Ciudad de México, también documentó la vida callejera de la capital y tomó sus propias fotografías artísticas en blanco y negro.
Colaboró en los periódicos Novedades, El Universal y Unomásuno, en las revistas ¡Siempre!, Vuelta y Plural y con el Fondo de Cultura Económica.
Durante sus años en la ciudad, retrató a muchos intelectuales, escritores y artistas mexicanos, como Octavio Paz, Juan Rulfo o Efraín Huerta. Sostuvo amistad con varios de ellos, como Salvador Elizondo o Emmanuel Carballo, con quienes se reunía en cafés y bares.

## Últimos años
En sus últimos años sufrió de problemas de salud y la falta de reconocimiento a su labor. En el 1995, la periodista y autora irlandesa Margaret Hooks lo entrevistó en su departamento en la colonia Granjas México y publicó un ensayo acompañado de unos de sus fotografías callejerasen la revista del Centro de la Imagen, Luna Córnea.
Salazar se jubiló en el 2000. Casi olvidado en el ámbito cultural mexicano contemporáneo, se le realizó un homenaje en la revista Laberinto del periódico Milenio el 29 de noviembre de 2003, con una entrevista a Salazar hecha por Alejandro Alvarado. En el 2004, la periodista Elena Poniatowska lo entrevistó y publicó extractos de la entrevista en el periódico La Jornada. Además, se realizó una exposición en el Centro Cultural Universitario, en el que se presentó parte de su trabajo.

## Fondo Ricardo Salazar
En 2012, la Universidad Nacional Autónoma de México adquirió el archivo personal del fotógrafo, conformando así el "Fondo Ricardo Salazar", que se encuentra en el Archivo Histórico de la UNAM y que consta de 22,250 registros.